# Electrona antarctica
Electrona antarctica is een straalvinnige vissensoort uit de familie van de lantaarnvissen (Myctophidae). De wetenschappelijke naam van de soort werd in 1878 gepubliceerd door Albert Günther.

## Synoniemen
- Scopelus colletti Lütken, 1892[3]